# Права человека в Иране
Ситуация с правами человека в Иране подвергается критике как со стороны иранцев, так и со стороны международных правозащитных организаций, активистов, писателей и неправительственных организаций. Генеральная Ассамблея ООН и Комиссия по правам человека ООН осудили произошедшие и продолжающиеся нарушения прав человека в Иране рядом критических отзывов и резолюций. Правительство Ирана критикуют как за ограничения и наказания, которые предписаны конституцией Исламской республики, так и за действия, которые запрещены законом, такие, как пытки, изнасилования и убийства политических заключённых, а также избиения и убийства диссидентов и других гражданских лиц. Кроме того, Иран является одним из лидеров в мире по количеству приводимых в исполнение смертных приговоров. За такие законы США и другие страны вводят санкции против Ирана.
В 2011 году Совет по правам человека ООН решил учредить должность специального докладчика по Ирану.

## История

### История Исламской Республики Иран
Считается, что Исламская революция имеет значительно худшие показатели в области прав человека, чем свергнутая ею династия Пехлеви. По словам политического историка Ерванда Абрамяна, «в то время как в период с 1971 по 1979 годы казнили менее 100 политических заключённых, в период с 1981 по 1985 годы было казнено более 7900 человек… тюремная система была централизована и резко расширена … Тюремная жизнь резко изменилась. Хуже при Исламской Республике, чем при Пехлеви. Тот, кто выжил в обоих случаях, пишет, что четыре месяца под [надзирателем] Асадоллы Ладжеварди стоили четырёх лет под САВАКом . В тюремной литературе эпохи Пехлеви повторяющимися словами были: „скука“ и „однообразие“. В Исламской Республике это были „страх“, „смерть“, „ужас“ и чаще всего „кошмар“». По оценкам военного историка Спенсера Такера, в период с 1980 по 1985 годы от 25 000 до 40 000 иранцев были арестованы, 15 000 иранцев предстали перед судом и от 8 000 до 9 500 иранцев были казнены.
Подавляющее большинство убийств политических заключенных произошло в первое десятилетие существования Исламской Республики, после чего жестокие репрессии уменьшились. 

## Современная ситуация

### Международные договоры
| Основные документы ООН | Участие Ирана            |
| Международная конвенция о ликвидации всех форм расовой дискриминации                                                                    | Ратифицирована в 1968 г. |
| Международный пакт о гражданских и политических правах                                                                                  | Ратифицирован в 1975 г.  |
| Факультативный протокол к Международному пакту о гражданских и политических правах                                                      | Не подписан              |
| Второй Факультативный протокол к Международному пакту о гражданских и политических правах                                               | Не подписан              |
| Международный пакт об экономических, социальных и культурных правах                                                                     | Ратифицирован в 1975 г.  |
| Конвенция о ликвидации всех форм дискриминации в отношении женщин                                                                       | Не подписана             |
| Факультативный протокол к Конвенции о ликвидации всех форм дискриминации в отношении женщин                                             | Не подписан              |
| Конвенция против пыток и других жестоких, бесчеловечных или унижающих достоинство видов обращения и наказания                           | Не подписана             |
| Факультативный протокол к Конвенции против пыток и других жестоких, бесчеловечных или унижающих достоинство видов обращения и наказания | Не подписан              |
| Конвенция о правах ребенка | Ратифицирована в 1994 г. |
| Факультативный протокол к Конвенции о правах ребенка, касающийся участия детей в вооруженных конфликтах                                 | Подписан в 2010 г.       |
| Факультативный протокол к Конвенции о правах ребенка, касающийся торговли детьми, детской проституции и детской порнографии             | Присоединение в 2007 г.  |
| Международная конвенция о защите прав всех трудящихся-мигрантов и членов их семей                                                       | Не подписана             |
| Конвенция о правах инвалидов | Присоединение в 2009 г.  |
| Факультативный протокол к Конвенции о правах инвалидов                                                                                  | Не подписан              |

### Права человека в соответствии с Конституцией
См. главы 1 и 3 Конституции.

### Смертная казнь

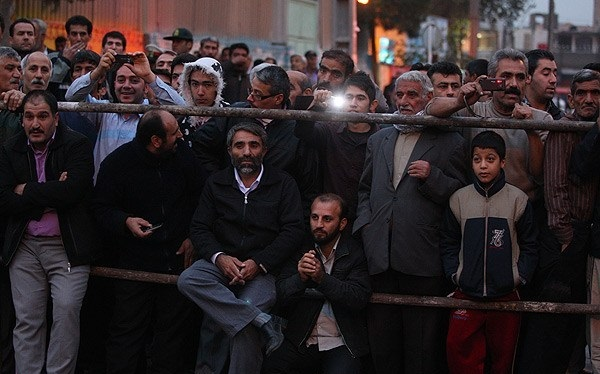
Жители города Гарчак смотрят на публичное повешение осуждённого за изнасилование, 2011 год

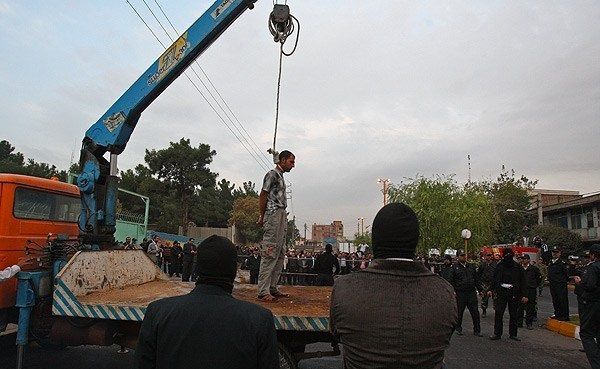
Гарчак, публичное повешение осуждённого за изнасилование, 2011 год

Смертная казнь в Иране активно применяется. По данным Amnesty International, в 2015 году было казнено не менее 977 человек, в том числе не менее 16 женщин и не менее 4 несовершеннолетних. Смертная казнь в Исламской Республике Иран может быть назначена за следующие преступления: убийство, изнасилование, вооружённое ограбление, ересь, богохульство, торговля наркотиками, содомия, проституция, супружеская измена, государственная измена и шпионаж, распространение порнографии. Повешение с помощью автокрана используется при многих видах правонарушений и как единственный вид казни при насилии, убийстве и сексуальных домогательствах к детям. В 2012 международные правозащитные организации зафиксировали 587 казней в Иране. По данным HRANA, 63 % были казнены за контрабанду наркотиков, 10 % — обвинены в совершении убийства, 6 % — в совершении агрессии, 3 % — информации нет. Большинство казней были приведены в исполнение в Тегеране (16 %), Симнане и Фарсе (9 %). 59 человек, приговоренных к смерти из-за убийства или агрессии, были казнены публично. Однако власти Ирана обнародовали мировой общественности лишь информацию о 54 % приведённых в исполнение казней, об остальных 46 % информацию в своих отчётах опубликовали различные организации по правам человека. Несмотря на это, официальный Тегеран заявил, что в прошлом году в иранских тюрьмах не было приведено в исполнение ни одной тайной казни.
Иран является лидером по количеству смертных приговоров по отношению к несовершеннолетним преступникам. Иранские законы допускают применение высшей меры наказания для людей, достигших половой зрелости — 9 лет для девочек и 15 лет для мальчиков. По состоянию на 2008 год Иран занимал лидирующее место в мире по количеству казней лиц, не достигших 18 лет на момент совершения преступления. С января 2005 года по сентябрь 2008 года во всём мире были казнены 32 подростка, 26 из них — в Иране. Одним из последних подобных случаев стал смертный приговор Али Надери, приведённый в исполнение в январе 2013 года. Али Надери был приговорён к смертной казни за участие в убийстве пожилой женщины, которое было совершено ещё 4 года назад, то есть когда Али было всего 17 лет. Эта казнь вызвала широкий резонанс в обществе и показала, насколько сильно международные стандарты относительно смертной казни отличаются от положения дел в Исламской Республике.
Забивание камнями применяется в Иране за супружескую измену. В 2002 году на данный вид казни был наложен мораторий главой судебной власти Ирана. Но, несмотря на это, Иран изредка в отдалённых провинциях продолжает практиковать забивание камнями. Подобная высшая мера наказания применяется преимущественно по отношению к женщинам, что является ещё одним доказательством дискриминации женщин в Исламской республике. В сентябре 2012 года специальный докладчик ООН по правам человека в Иране Ахмед Шахид представил доклад, в котором содержится абзац о недавних вынесенных смертных приговорах в форме «забивание камнями». Начиная с 1980 года, в Иране были забиты камнями до смерти, по меньшей мере, 99 человек.
Некоторые осуждения к смертной казни в Иране происходят за преступления, которые в большинстве стран мира не наказываются в уголовном порядке. В июле 2015 года к смерти был приговорён Мохаммед Али Тахер за «моральное разложение» (он создал свою духовную группу), в марте того же года были казнены шесть человек за «вражду с Богом» («мохаребе»).

### Телесные наказания
В Иране широко применяется практика телесных наказаний за совершение преступлений. В уголовном кодексе страны предусмотрено, какое наказание соответствует различным нарушениям исламского права. Среди них есть публичные порки, наказания по принципу «око за око», ампутация конечностей и забивание камнями. Среди преступлений, за которые предписываются суровые телесные наказания, — прелюбодеяние (различные его формы); воровство; нанесение телесных повреждений другому человеку; вооружённое посягательство на общественный порядок и т.д. 
Ниже приведены выдержки из Уголовного кодекса Исламской Республики Иран:
Статья 88. Прелюбодеяние, совершённое лицом, не состоящим в браке, наказывается бичеванием в размере ста ударов плетью.
Статья 121. Акт мужеложства, совершённый без совокупления каким-либо иным способом, подлежит нормированному наказанию в размере ста ударов плетью. Примечание. Если в подобном случае активный участник акта является лицом, не исповедующим ислам, а пассивный — лицом, исповедующим ислам, то первому назначается наказание в виде смертной казни.
Статья 129. Лицам, совершившим акт лесбиянства, назначается наказание в размере ста ударов плетью.
Статья 131. Акт лесбиянства, совершённый в четвёртый раз, наказывается смертной казнью, если за каждый предшествующий подобный акт к виновному лицу применялось нормированное наказание.
Статья 174. Употребление алкоголя подлежит наказанию в размере восьмидесяти ударов плетью независимо от пола виновного лица.
Статья 176. Во время бичевания наказуемое лицо мужского пола должно находиться в стоящем положении и из одежды иметь на себе только ту, что закрывает гениталии, а наказуемое лицо женского пола должно находиться в сидячем положении и иметь на себе одежду, закрывающую всё тело.
Примечание. Удары плетью не должны наноситься по голове, лицу и гениталиям наказуемого.
Статья 201. Нормированное наказание за кражу исполняется следующим образом:
A. За первую кражу отсекаются четыре пальца правой руки наказуемого, так, чтобы нетронутыми остались большой палец и ладонь.
B. За вторую кражу отсекается половина ступни левой ноги, чтобы нетронутой осталась часть того места, которое смачивается во время ритуального омовения.
C. За третью кражу назначается наказание в виде пожизненного тюремного заключения.
D. За четвёртую кражу назначается наказание в виде смертной казни, даже если кража совершена в тюрьме.
Статья 283. В случае причинения телесного повреждения в виде лишения способности зрения или органа зрения виновное лицо подвергается возмездию, даже если у него имеется только один глаз; при этом никакая материальная компенсация ему не предоставляется.
Статья 630. Муж вправе причинить смерть или телесные повреждения своей жене и другому мужчине в момент совершения ими акта прелюбодеяния по взаимному согласию. Если женщина была насильственно принуждена к совершению акта прелюбодеяния, муж вправе причинить смерть или телесные повреждения только другому мужчине.
Воровство или преступления сексуального характера наказываются гораздо серьёзнее, чем, например, покушение на жизнь верховного лидера страны или представителей власти. Так, за подобные преступления предусмотрен тюремный срок от 3 до 10 лет.
Телесные наказания в большинстве своём приводятся в исполнение публично, чтобы сдерживать народ от совершения подобных поступков в будущем.
Одним из последних нововведений по данной тематике является изобретение универсальной машины для отрубания пальцев. В январе 2013 года она была продемонстрирована публике во время одного из публичных наказаний.
Международные правозащитные организации постоянно призывают Иран ограничить телесные наказания или отказаться от их практики. Международное сообщество осуждает подобные меры, считая их нарушением прав человека. Нарушение прав человека в Исламской Республике Иран является серьёзным раздражителем на международной арене.

### Свобода выражения мнений и СМИ
Статья 24 конституции: «Пресса свободна в публикации материалов, за исключением тех случаев, когда они наносят ущерб основам ислама или общественным правам».
Иностранные корреспонденты отмечают, что местные журналисты, которые критикуют деятельность государственных органов и исламских иерархов, подвергаются преследованиям вплоть до многолетнего тюремного заключения.
В Иране существует одна из самых жёстких в мире цензур интернет-источников. Вне закона находятся сексуальные и политические сайты, информация о правах женщин и блоги.

#### Свобода прессы
В законодательстве Исламской республики Иран существуют некоторые положения, которые лишают защиты такие базовые демократические принципы, как свобода слова и свобода печати. Действующие законы, призванные защищать эти принципы, зачастую нарушаются или игнорируются на практике. 24 статья конституции Ирана, устанавливающая общественное право на свободу слова, в то же время содержит ограничения на эту свободу: "Пресса пользуется правом на свободу выражения за исключением тех случаев, когда публикации пагубно влияют на фундаментальные принципы Ислама или наносят ущерб обществу. Детали этих случаев будут определены законом".
168 статья конституции гласит, что "правонарушения со стороны прессы будут рассматриваться судом присяжных в публичном порядке. Выбор состава присяжных, его полномочий и характеристика политических правонарушений будут определяться законом в соответствии с исламскими критериями''.
В 1986 году иранский парламент принял Закон о прессе, который детализирует процессуальные нормы по нарушениям со стороны прессы. Статья 2 этого закона устанавливает следующие принципы для прессы:
1. Просветлять общественное мнение, знание и понимание.
2. Продвигать принципы, закрепленные в конституции Исламской республики Иран.
3. Стараться исключать ложные и вызывающие разногласия социальные ограничения.
4. Избегать настраивания друг против друга различных социальных групп, классифицируя их на основе этнической принадлежности, языка, нравов и обычаев.
5. Бороться против проявления колониальной культуры (расточительство, любовь к роскоши, дистанцирование от религиозности, распространение проституции).
6. Поддерживать и усиливать политику "Ни Восток, ни Запад".
Международный комитет по защите журналистов поместил Иран на первое место в мире по количеству арестов сотрудников СМИ. Иран также занимает четвёртое место в списке стран с самой жёсткой цензурой.
Тем не менее официальный Тегеран классифицирует свои СМИ как свободные. В феврале 2013 года в интервью телеканалу Euronews министр иностранных дел Ирана Али Акбар Салехи объяснил разницу между свободой и бесконтрольностью: 
"Понимаете, свобода не означает бесконтрольности и безнаказанности в действиях и высказываниях. У всякой свободы есть свои пределы, и точно так же дело обстоит и в Европе, и в других странах: вы свободны, пока не ущемляете свобод других и не выходите за рамки. Тогда всё в порядке. Но если вы переступаете эти границы, тогда в дело вступает закон''.
В январе 2013 года в интернете появились сообщения о массовых арестах иранских журналистов, работающих за границей. Так, власти Ирана арестовали 11 журналистов по обвинению в сотрудничестве с иностранными СМИ, вещающими на фарси. По словам главных редакторов СМИ, в которых работали журналисты, они были арестованы накануне из-за своих "контактов с иностранцами''.

#### Свобода Интернета
В 1992 году Иран стал второй страной на Ближнем Востоке (после Израиля), подключённой к системе Интернет. В дальнейшем правительство прилагало значительные усилия для развития информационно-коммуникационной инфраструктуры в стране. Интернет-инфраструктура развивалась в Исламской Республике довольно быстро. С 1995 года всемирная паутина стала доступна обычным гражданам Ирана, и после этого её распространение в патриархальном теократическом государстве приобрело лавинообразный характер.
Стоимость доступа в Интернет довольно высокая (0,95 доллара в час), но это совершенно не мешает иранцам активно пользоваться сетью. Количество сайтов на фарси увеличивается с каждым днём, а персидская блогосфера по праву считается одной из самых активных в Интернете (в ней насчитывается более чем 80 тысяч активных блогеров).
В мае 2001 высший руководитель Ирана аятолла Али Хаменеи издал указ под названием «Политика в отношении компьютерных сетей», в котором распорядился «сделать доступ к глобальным информационным сетям только через уполномоченных лиц». После этого Высший Совет культурной революции Ирана также принял ряд постановлений, закрепивших контроль над Интернетом в руках государства. Согласно принятому законодательству, все интернет-провайдеры и интернет-кафе должны получить лицензию от правительства.
Иран занимает лидирующие позиции по степени регулирования интернета и контроля за ним. В стране были запрещены такие популярные сайты, как Facebook, Twitter или Youtube ещё в 2009 году, вскоре после победы Махмуда Ахмадинежада. Киберполиция круглосуточно отслеживает деятельность интернет-активистов, чья деятельность идёт вразрез с политикой правящего режима или угрожает безопасности государства. В стране распространены случаи арестов блогеров, которых сажают в тюрьмы за антиправительственные публикации в Интернете.
В 2013 году правительство Ирана вознамерилось предпринять серьёзные усилия, чтобы Интернет в стране стал полностью регулируемым властями, а также с целью искоренить деятельность интернет-активистов, нелояльных властям. Так, в начале января 2013 года глава иранской полиции заявил, что Исламская Республика разрабатывает новое программное обеспечение для контроля сайтов социальных сетей. Эсмаил Ахмади Могадам отметил, что новое ПО позволит "оградить иранцев от воздействия вредоносного онлайн-контента и позволит воспользоваться преимуществами интернета". В интервью ряду иранских СМИ он также сообщил, что сейчас в стране успешно функционирует правительственное агентство, осуществляющее надзор за использованием Интернета в стране.
В конце 2012 года Иран запустил сайт Mehr, позволяющий пользователям загружать и просматривать видео, снятые самостоятельно, а также смотреть записи национальной вещательной компании IRIB. "Правильный" ресурс призван заменить YouTube, признанный в Исламской Республике "нечистым".
Официальной целью проекта является "развитие иранской культуры". Однако журналисты считают, что это очередное проявление строгой "теократической" цензуры.
Помимо попыток оградить собственных граждан от "ужасов всемирной паутины" и воспрепятствовать размножению информации, дискредитирующей исламский теократический режим, иранское руководство преследует ещё одну не менее важную цель - исламизацию Интернета. В январе 2013 году в СМИ появились сообщения о том, что Иран готовит большое количество женщин для исламизации Интернета, как в Иране, так и за рубежом. Как сообщает Shahrzad News, иранские власти объявили о том, что в целях содействия распространению исламских ценностей и культуры более 40 000 женщин были приняты в исламские духовные семинарии страны.

### Религиозные свободы
Статья 13 конституции: «Иранские зороастрийцы, иудеи и христиане являются единственными религиозными меньшинствами, которые могут свободно осуществлять свои религиозные обряды в рамках закона и поступать в гражданских делах и в сфере религиозного воспитания согласно своему учению». Статья 14: «(..) правительство Исламской Республики Иран и мусульмане обязаны с добротой и исламской справедливостью обращаться с немусульманами и соблюдать их человеческие права. Этот принцип действует в отношении лиц, которые не выступают против ислама (..)». Статья 26: «(..) исламские общества и признанные религиозные меньшинства свободны, но при условии, что они не будут нарушать принципы независимости, свободы, национального единства, исламских норм и основы Исламской Республики».

#### Бахаи
Бахаи подвергались преследованиям на протяжении всей истории своей веры в Иране. Первые приверженцы столкнулись с ожесточённым противодействием как со стороны религиозных властей, так и правящей в Персии династии; примерно 20 тыс. погибли в результате погромов в течение XIX века. Преследования время от времени возобновлялись, обычно в те моменты, когда правительство чувствовало необходимость оправдаться перед фундаменталистскими исламскими лидерами или заручиться их поддержкой.
Некоторые консервативные исламские лидеры считают веру бахаи угрозой исламу и клеймят бахаи как вероотступников. Прогрессивные идеи веры касательно прав женщин и самостоятельного поиска истины, а также отсутствие духовенства, вызывают обеспокоенность у многих фундаменталистских мусульманских священников. Кроме того, для шиитских правящих кругов Ирана возникновение независимой религии, заменяющей Коран новым Священным Писанием, теологически неприемлемо. Шиитское руководство в Иране всегда стремилось задушить новую веру и подавить активность её приверженцев.
После исламской революции наблюдалась резкая активизация систематических и поддерживаемых на государственном уровне усилий покончить с общиной бахаи как значимой силой в стране. Это привело к резкому увеличению числа, частоты и спектра нарушений прав человека в отношении иранских бахаи. С начала 1980-х гг. было казнено или убито свыше 200 человек, несколько тысяч арестовано, задержано, подвергнуто допросам, и десятки тысяч лишились рабочих мест, пенсий и возможности получить образование. Святые места общины, кладбища и имущество конфискуются, подвергаются вандализму или уничтожаются, а дискриминация против членов этой общины является официальной политикой.
На международных форумах или в ответ на запросы от других правительств Иран просто отрицает наличие какой бы то ни было дискриминации, или его представители откровенно лгут, заявляя, например, что ни одному иранцу никогда не отказывали в доступе к образованию на почве его вероисповедания, тогда как имеются неопровержимые письменные доказательства того, что университетам было предписано исключать любого студента, про которого стало известно, что он бахаи.
В заявлении, сделанном в Канадском Сенате 16 июня 2010 года, сенатор Ромео Даллер привлёк внимание к преследованиям бахаи в Иране, назвав их «серьёзнейшей ситуацией» и отметив: 
Как член Консультативного комитета по предотвращению геноцида при Генеральном секретаре Организации Объединённых Наций я могу сказать, что не существует более ясного примера страны, подготавливающего возможный сценарий геноцида. Все признаки налицо.

### Гендерное неравенство

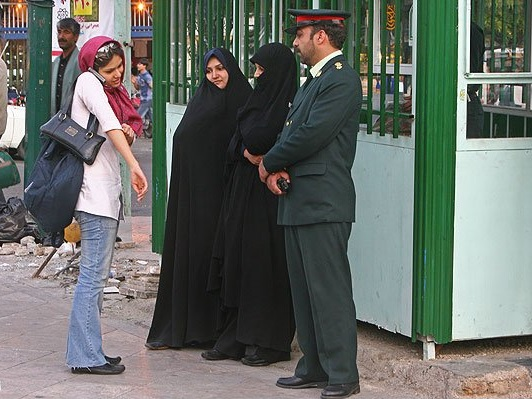
Назидательный патруль в Тегеране требует от женщины прикрыть одеждой руки

В Иране женщины обязаны покрывать голову, если рядом находятся чужие мужчины, в том числе и на улице; покрывать тело до кистей рук и ноги по щиколотку. На практике многие девушки молодого поколения соблюдают данное правило лишь формально, нося обтягивающую одежду и пуская из-под платка волосы, зачастую превращая его в элемент украшения, однако они рискуют нарваться на так называемый назидательный патруль, который может провести с девушкой «воспитательную беседу».
В сентябре 2012 года для женщин, обучающихся в университетах, введён запрет на изучение 80 предметов, в том числе ядерной физики, кибернетики и английской литературы. Попытка сократить число женщин, получающих высшее образование, направлена на увеличение рождаемости в стране.
В 2013 году Нина Моради, избранная на пост государственного советника в городе Казвин, по решению местного религиозного совета была снята с поста из-за своей модельной внешности. В дальнейшем ей было запрещено участвовать в любой государственной деятельности.

### Права детей
В иранских школах мальчики и девочки обучаются раздельно, но до 14 лет программа образования не имеет отличий. С 15 лет официально разрешается работать на производстве. При разводе родителей дети до достижения 7-летнего возраста остаются под опекой матери, с 7 лет ребёнок имеет право самостоятельно выбрать одного из родителей.

### Права ЛГБТ
Гомосексуальное поведение признаётся незаконным и строго наказывается, в том числе и смертной казнью. В то же время в стране разрешены операции по смене пола, которые даже финансируются государством.

### Этнические меньшинства
Статья 15 Конституции: «Официальным и общим языком и алфавитом для иранского народа является персидский язык и персидский алфавит. Официальные документы и тексты, официальная переписка и учебники должны быть написаны на этом языке этим алфавитом». См. также Азербайджанцы в Иране.

### Случаи смерти в заключении
Саттар Бехешти – активный иранский блогер, скончавшийся в тюрьме в ноябре 2012 года после того, как был задержан кибер-полицией за публикации в интернете критичных статей в адрес правительства Исламской Республики. Находясь в заключении, Бехешти написал официальную жалобу, в которой говорилось о бесчеловечном отношении к нему и пытках. 
Его смерть вызвала сильный международный резонанс, а также привела к отставке главы кибер-полиции Ирана. Несмотря на заверения властей тщательно провести расследование гибели иранского блогера, это дело было закрыто. Официальной версией гибели Саттара Бехешти стала смерть в связи с "психологическим шоком''.

## Внешние ссылки
- Государственные органы
  - Высший совет по правам человека при судебной системе Ирана Архивная копия от 15 января 2012 на Wayback Machine (англ.)
- Межгосударственные организации
  - Права человека в Иране на портале УВКПЧ ООН Архивная копия от 15 февраля 2010 на Wayback Machine (англ.)
- Иные государства
  - Права человека в Иране на сайте посольства Великобритании
- НГО
  - Права человека в Иране Архивная копия от 9 августа 2015 на Wayback Machine (англ.) (фр.)
  - Международная кампания за права человека в Иране Архивная копия от 28 января 2012 на Wayback Machine (англ.)
  - Международная Амнистия о правах человека в Иране (англ.)